# Theres Obrecht
Theres Obrecht (* 10. Januar 1944 in Mürren) ist eine ehemalige Schweizer Skirennfahrerin.

## Karriere
Obrecht feierte ihr internationales Renndebüt bei den SDS-Rennen 1961 in Grindelwald. Ein Jahr später nahm sie in Chamonix an ihren ersten Weltmeisterschaften teil, wobei sie ihre beste Platzierung mit Rang 10 in der Alpinen Kombination erreichte. Im gleichen Jahr wurde sie erstmals Schweizer Meisterin in der Abfahrt, im Riesenslalom und in der Alpinen Kombination sowie Vizemeisterin im Slalom. Insgesamt sollte Obrecht während ihrer aktiven Karriere 11 Schweizer Meistertitel gewinnen.
1964 nahm sie zum ersten und einzigen Mal an Olympischen Winterspielen teil. Bei den Wettkämpfen in Innsbruck belegte sie im Riesenslalom den 11. Platz, in der nur als Weltmeisterschaft gewerteten Alpinen Kombination klassierte sie sich als 10.
1966 feierte sie den grössten Erfolg ihrer Karriere bei der Winter-Universiade in Sestriere. Sie gewann in allen vier Disziplinen eine Medaille, Gold jeweils in Abfahrt und Alpiner Kombination, Silber in Riesenslalom und Slalom. Bei den Weltmeisterschaften im gleichen Jahr konnte sie jedoch nicht an diese Leistungen anknüpfen. Sie erreichte lediglich einen 7. Platz im Riesenslalom als bestes Ergebnis. Nach den Weltmeisterschaften beendete Obrecht schliesslich ihre Karriere als Sportlerin.

## Privates
Ihre Schwester Heidi Obrecht war ebenfalls als Skirennfahrerin aktiv.

## Erfolge

### Olympische Winterspiele
- Innsbruck 1964: 11. Riesenslalom, 19. Abfahrt, 25. Slalom

### Weltmeisterschaften
- Chamonix 1962: 10. Alpine Kombination, 12. Abfahrt[4], 14. Slalom[5], 20. Riesenslalom[6]
- Innsbruck 1964: 11. Alpine Kombination[7]
- Portillo 1966: 7. Riesenslalom, 11. Abfahrt[8], DNF Slalom[9]

### Universiade
- Sestriere 1966: 1. Abfahrt, 1. Alpine Kombination, 2. Riesenslalom, 2. Slalom

### Schweizer Meisterschaften
- Gold in der Abfahrt (1962, 1963, 1964)
- Gold im Riesenslalom (1962, 1963, 1964, 1965, 1966)
- Gold in der Alpinen Kombination (1962, 1964, 1966)
- Silber in der Abfahrt (1966)
- Silber im Slalom (1962)

### Weitere Erfolge
- Sieg beim Kriterium des ersten Schnees (Riesenslalom 1964)
- Sieg beim SDS-Rennen (Riesenslalom 1966)